# Strombeek (dorp)
Strombeek is een dorp in de Belgische provincie Vlaams-Brabant. Het ligt in Strombeek-Bever, een deelgemeente van Grimbergen. Strombeek vormt het oostelijk, verstedelijkt deel van de deelgemeente.

## Geschiedenis
Een oude vermelding van Strombeek gaat terug tot de 12de eeuw. Op het eind van het ancien régime waren Strombeek en Bever beide een aparte gemeente, maar deze werden in 1810 samengevoegd tot Strombeek-Bever.
Vanaf het eind van de 19de eeuw verloor Strombeek zijn landelijk karakter door de nabijheid van het groeiende Brussel en de rechtstreekse tramverbinding met de stad. In de tweede helft van de 20ste eeuw kwam Strombeek binnen de Brusselse Ring R0 te liggen en kwam tussen Bever en Strombeek ook de snelweg A12. Waar Bever nog grotendeels zijn landelijk karakter kon bewaren, raakte Strombeek nog verder verstedelijkt.

## Bezienswaardigheden
- de Sint-Amandskerk

Deelgemeenten: Beigem · Grimbergen · Humbeek · Strombeek-Bever

Overige dorpen en gehuchten: Bever · Borgt · Molenveld · Mutsaard · Strombeek · Verbrande Brug

Belgische gemeenten · Arrondissement Halle-Vilvoorde · Vlaams-Brabant · Vlaanderen